# 侯继振

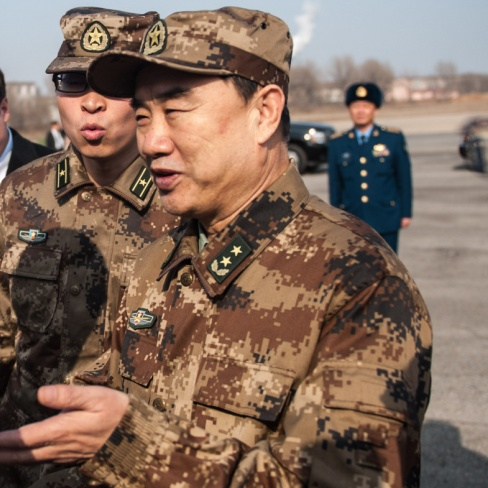
侯继振

侯继振（1951年11月—），山东省夏津县人，中国人民解放军中将，中共十七大代表。

## 生平
侯继振曾任陆军第二十三集团军六十九师参谋长、师长，陆军第二十三集团军参谋长、副军长等职，2002年晋升为少将军衔。2004年出任陆军第四十集团军军长， 2006年调任陆军第十六集团军军长。2009年升任沈阳军区参谋长。2010年7月晋升为中将军衔。2013年冬，侯继振改任军区副司令员，其沈阳军区参谋长职务由徐经年接任。2014年12月到龄退役。